# Oechsle
Oechsle es una cadena peruana de tiendas por departamento que forma parte del Grupo Intercorp.

## Historia

### Primer lanzamiento
Casa Oechsle fue el nombre con el cual el inmigrante alemán Ferdinand August Oechsle (pronunciado /ˈøkslə/) abrió en julio de 1879 una pequeña tienda, dedicada en un principio a la venta de hilos, encajes y botones importados de Europa. El negocio se expandió y ganó mucho prestigio en toda la ciudad a raíz de una oferta exclusiva, compuesta por productos importados, entre los que destacaban los textiles, perfumes, artículos de decoración e incluso juguetes. En 1917, Oechsle abrió su local más emblemático ubicado entre el Portal de Botoneros y el Pasaje José Olaya en la Plaza Mayor de Lima.
Desde sus inicios, Casa Oechsle se caracterizó por la innovación, instalando el primer ascensor eléctrico que operó en Sudamérica a fines del siglo XIX. Los juguetes tuvieron su propio espacio en la década de los años 1930, cuando Oechsle inauguró la que fue la juguetería más importante de Lima. Ya en 1945, la tienda ofrecía todo tipo de productos para el hogar, desde una aguja hasta juegos de sala, pasando por prendas de vestir. Ese año falleció su fundador, siendo sucedido por su hijo Alex Oechsle Pruss.
La cadena siguió creciendo y experimentó una gran diversificación en su oferta de productos. Un artículo publicado en el diario La Prensa, en diciembre de 1966, señalaba lo siguiente:

[...] sólo existían dos lugares en Lima en donde la gente que hace culto del buen gusto puede ir a buscar esos mil y un artículos que forman parte integrante del hogar.

 Esos lugares exclusivos con fama de ser los más selectos y con lo más surtido de América eran el sótano de Oechsle en la Plaza Mayor y la sección de cristalería de Oechsle en San Isidro.
Ya en los años sesenta, la cadena auspiciaba programas de televisión, teniendo la presencia de figuras representativas de la época en publicidad. A partir de la segunda mitad del siglo pasado, inauguró establecimientos en otros distritos de la capital peruana como Miraflores, Surco y Magdalena, además de mantener su tradicional tienda en la Plaza Mayor de Lima. Durante esta primera etapa, la cadena no contó con tiendas fuera de la capital.
En la década de los ochenta, Oechsle pasó a manos de Monterey, la cadena de supermercados más importante en el mercado peruano de ese entonces. La adquisición se realizó como consecuencia del vínculo familiar entre los Oechsle y los Tschudi, propietarios de Monterey. Sin embargo, como producto de la crisis económica que vivió Perú en la segunda mitad de los ochenta e inicios de los noventa, a lo que se sumó la violencia terrorista, la cadena tuvo la necesidad de declararse en quiebra y cerró sus puertas en 1993, pasando así sus establecimientos a nuevos propietarios.[cita requerida]
Tras varios años, Intercorp compró la marca Oechsle y abrió una cadena de tiendas con ese nombre como parte de su plan de diversificación en el sector retail.

### Relanzamiento

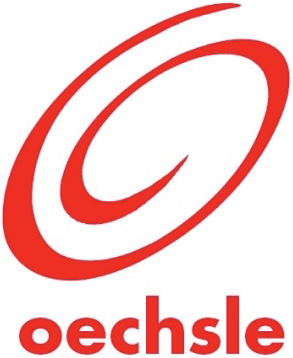
Logotipo de Oechsle entre 2009 y 2013.

Luego de 16 años de ausencia y con un exhaustivo trabajo de reposicionamiento, Oechsle abrió nuevamente sus puertas el 5 de mayo de 2009 en la ciudad de Huancayo, pero esta vez como parte de Intercorp, el cual también es propietario de InkaFarma, la cadena de supermercados Plaza Vea y las cadenas de centros comerciales Plaza Center y Real Plaza, entre otras inversiones que van desde hoteles hasta salas de cine.
Posteriormente se llevarían a cabo otras aperturas en Trujillo, Lima y Arequipa. El 2 de febrero de 2011 se inauguró la segunda tienda en el cercado de Lima ubicada en el célebre jirón de la Unión, la cual cuenta con cuatro niveles y un sótano donde se encuentra un supermercado Plaza Vea.
A 2022 Oechsle cuenta con 25 locales a nivel nacional. Además, junto a Plaza Vea cuenta con el sistema de afiliación oh, que ha sido objeto de sanciones por parte de Indecopi.

## Logotipos
- 1888-1993: Consistía de las letras Oechsle en tipografía manuscrita, con la O en forma de espiral. Al inicio se denominaba "Casa Oechsle".
- 2009-2013: El logo para su relanzamiento era el clásico espiral ovalado inclinado hacia un lado en forma de O mayúscula solo que ahora de color rojo, este isotipo fue una emulación al logotipo usado en su primera encarnación. Se usó además una wordmark en fuente Futura Black y del mismo color dice oechsle.
- 2013-2014: el mismo que el anterior solo sin la O mayúscula dejando solo la wordmark oechsle.
- 2014-2016: Logo de Oechsle usado desde el 2014 y 2016.

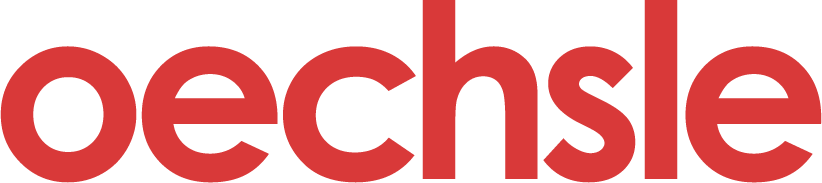
Logo de Oechsle usado desde el 2014 y 2016.

Era la palabra oechsle en tipografía Century Gothic de color rojo. Tuvo dos variantes, una era rodeada por un rectángulo con un corte en la última punta y otra era que arriba, decía oe, sigla de la marca arriba de la marca de palabra, emulando al logo del 2009 al 2014.
- 2016-2021: La variante del logo del 2014 sufre una modificación en su tipografía, siendo una similar al AvantGarde Bold, con la l doblada en forma de caña y la s que asemeja en tipografía a Helvética. y las siglas oe en tamaño pequeño. En 2021 se deja de usar la wordmark y el isotipo se agranda.
- 2019-presente: Cambia la wordmark, la palabra oechsle en tipografía dT Ampla Semibold Italic, se mantiene el isotipo del "oe", más grande. Al inicio, en abril de 2019 este nuevo diseño fue presentado únicamente para la página web, sin embargo desde 2021 las nuevas tiendas inauguradas (como la de Megaplaza en 2022) utilizaron esta wordmark. En 2024 se dejó de utilizar la wordmark.

## Eslóganes
- 1964-1993: Tradición, calidad y elegancia
- 2009-2011: La tienda que estabas esperando
- 2011-2017: Ponte linda sin pagar de más
- 2017-2021: No es lo que te pones, es quien eres
- 2021-presente: Se acomoda a mí

## Rostros publicitarios
- Gianella Neyra (2012-2014)
- Marco Zunino (2011-2014)
- Rossana Fernández-Maldonado (2009-2011)
- Lais Oliveira (2014-2017)